# U-47 (1938)
U-47 — немецкая подводная лодка типа VIIB, входившая в состав кригсмарине времён Второй мировой войны. Заложена 25 февраля 1937 года на верфи Friedrich Krupp Germaniawerft в Киле. Спущена на воду 29 октября 1938 года, 17 декабря 1938 года лодка вошла в состав Кригсмарине.
С момента ввода субмарины в строй, её командиром был капитан-лейтенант Гюнтер Прин. С начала Второй мировой войны подводная лодка принимала активное участие в боевых действиях на море, совершила 10 боевых походов. Экипажем лодки уничтожено 30 судов противника суммарным водоизмещением 162 769 брутто-регистровых тонн и британский Линкор «Ройял Оук» (водоизмещение 29 150 тонн), а также повреждены ещё 8 судов водоизмещением 62 751 тонна.
7 марта 1941 года U-47 исчезла в Северной Атлантике южнее Исландии. Обстоятельства её гибели до сих пор неизвестны.

## Рейд в Скапа-Флоу

Схема маневрирования подводной лодки U 47 при проникновении на рейд бухты Скапа-Флоу через пролив Кирк-Саунд (маршрут синего цвета), двух торпедных атаках линкора «Ройял Оук» с временным интервалом (фиолетовый цвет), отходе из бухты и выходе через пролив в открытое море (красный цвет)

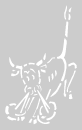
бык Скапа-Флоу

Линкор «Ройял Оук» был потоплен 14 октября 1939 года после того как U-47 проникла на внутренний рейд морской базы ВМФ Великобритании в Скапа-Флоу на Оркнейских островах. В результате этой операции, в частности, английский флот был более чем на полгода перебазирован в бухту Лох-Ю, до тех пор, пока не были построены защитные сооружения.
Ударить британский флот в его самой надёжной гавани немецкие подводники пытались ещё во время Первой мировой войны, но тогда попытки не удались. У Дёница возникло желание снова попробовать осуществить этот замысел. Вызвав молодого командира Прина, командующий подводными силами объяснил задачу: проникновение на рейд британской базы флота и потопление возможно большего количества кораблей, дав несколько дней на ответ, сомневаясь не столько в желании Прина, сколько в реальности осуществления операции. Прин согласился практически сразу и в течение последующих дней с использованием данных аэрофотосъёмки им был составлен план проникновения лодки в гавань. Члены экипажа узнали о цели похода только в открытом море и восприняли боевую задачу с большим энтузиазмом.
Проникшая в гавань U-47 не была обнаружена, но подводников ожидало разочарование, так как рейд был почти пуст. Первая торпедная атака закончилась неудачно, только одна торпеда задела нос линкора, нанеся некритические повреждения подводной части.  Лодка отошла, ожидая противостояния. Однако на «Ройял Оуке» хотя и слышали взрыв, но приписали его авианалёту на гавань и тревогу не подняли. После перезарядки торпедных аппаратов U-47 снова подошла к линкору, на этот раз ближе, и дала повторный залп, завершившийся гибелью линкора, и затем полным ходом в надводном положении покинула гавань.

## Экипаж
Кроме ставшего кавалером Рыцарского креста командира лодки Гюнтера Прина в экипаж U-47 в походе в Скапа-Флоу входили старпом Энгельберт Эндрас, затем командовавший U-46 и U-567, а вторым помощником был лейтенант Амелунг фон Варендорф, ставший впоследствии командиром U-213.

## Потопленные суда
| Дата             | Название               | Принадлежность | Водоизмещение (брт) | Судьба     |
| ---------------- | ---------------------- | -------------- | ------------------- | ---------- |
| 5 сентября 1939  | SS Bosnia              | Великобритания | 2407                | потоплено  |
| 6 сентября 1939  | SS Rio Claro           | Великобритания | 4086                | потоплено  |
| 7 сентября 1939  | SS Gartavon            | Великобритания | 1777                | потоплено  |
| 14 октября 1939  | HMS Royal Oak          | Великобритания | 29 150              | потоплен   |
| 5 декабря 1939   | SS Novasota            | Великобритания | 8795                | потоплено  |
| 6 декабря 1939   | MV Britta              | Норвегия       | 6214                | потоплено  |
| 7 декабря 1939   | MV Tajandoen           | Нидерланды     | 8159                | потоплено  |
| 25 марта 1940    | SS Britta              | Дания          | 1146                | потоплено  |
| 14 июня 1940     | SS Balmoralwood        | Великобритания | 5834                | потоплено  |
| 21 июня 1940     | SS San Fernando        | Великобритания | 13 056              | потоплено  |
| 24 июня 1940     | SS Cathrine            | Панама         | 1885                | потоплено  |
| 27 июня 1940     | SS Lenda               | Норвегия       | 4005                | потоплено  |
| 27 июня 1940     | SS Leticia             | Нидерланды     | 2580                | потоплено  |
| 29 июня 1940     | SS Empire Toucan       | Великобритания | 4421                | потоплено  |
| 30 июня 1940     | SS Georgios Kyriakides | Греция         | 4201                | потоплено  |
| 2 июля 1940      | SS Arandora Star       | Великобритания | 15 501              | потоплено  |
| 2 сентября 1940  | SS Ville de Mons       | Бельгия        | 7463                | потоплено  |
| 4 сентября 1940  | SS Titan               | Великобритания | 9035                | потоплено  |
| 7 сентября 1940  | SS Neptunian           | Великобритания | 5155                | потоплено  |
| 7 сентября 1940  | SS Jose de Larrinaga   | Великобритания | 5303                | потоплено  |
| 7 сентября 1940  | SS Gro                 | Норвегия       | 4211                | потоплено  |
| 9 сентября 1940  | SS Possidon            | Греция         | 3840                | потоплено  |
| 21 сентября 1940 | SS Elmbank             | Великобритания | 5156                | повреждено |
| 19 октября 1940  | SS Bilderdijk          | Нидерланды     | 6856                | потоплено  |
| 19 октября 1940  | MV Shirak              | Бельгия        | 6023                | повреждено |
| 19 октября 1940  | SS Wandby              | Великобритания | 4947                | потоплено  |
| 20 октября 1940  | SS La Estancia         | Великобритания | 5185                | потоплено  |
| 20 октября 1940  | SS Whitford Point      | Великобритания | 5026                | потоплено  |
| 20 октября 1940  | MV Athelmonarch        | Великобритания | 8995                | повреждено |
| 2 декабря 1940   | SS Ville d’Arlon       | Бельгия        | 7555                | потоплено  |
| 2 декабря 1940   | MV Conch               | Великобритания | 8376                | повреждено |
| 26 февраля 1941  | SS Kasongo             | Бельгия        | 5254                | потоплено  |
| 26 февраля 1941  | MV Diala               | Великобритания | 8106                | повреждено |
| 26 февраля 1941  | MV Rydboholm           | Швеция         | 3197                | потоплено  |
| 26 февраля 1941  | MV Borgland            | Норвегия       | 3636                | потоплено  |
| 28 февраля 1941  | SS Holmlea             | Великобритания | 4233                | потоплено  |

## Гибель лодки U-47
7 марта 1941 года с подводной лодкой U-47, находившейся в Северной Атлантике (последние координаты — 60° с. ш. 19° з. д.), была потеряна связь. Вероятная дата гибели — 8 марта 1941 года. Весь экипаж (45 человек) пропал без вести.
До настоящего времени обстоятельства гибели лодки неизвестны. Ранее предполагалось, что она была потоплена глубинными бомбами английского эсминца HMS Wolverine. Однако, как выяснилось, эсминцем HMS Wolverine была атакована другая подводная лодка — U-A Ганса Экерманна. Также вероятными причинами гибели U-47 считаются повреждения от глубинных бомб, неисправность торпед или же атака английскими корветами HMS Camellia и HMS Arbutus.

## В культуре
- Фильм «U-47 — капитан-лейтенант Прин[нем.]» 1958 года (роль Гюнтера Прина исполнил Дитер Эпплер[нем.]).